# رابین کاترون
رابین کاترون (انگلیسی: Robin J. Cauthron؛ زادهٔ ۱۹۵۰) یک وکیل، و قاضی اهل ایالات متحده آمریکا است.